# 이타쿠라 가쓰토시 (1788년)
이타쿠라 가쓰토시(일본어: 板倉勝俊, 1788년 10월 7일 ~ 1841년 9월 28일)는 일본 에도 시대의 다이묘로, 후쿠시마번의 9대 번주이다. 관위는 종5위하, 가이노카미이다. 시게마사 류 이타쿠라 가(重昌流板倉家) 제12대 당주.
덴메이 8년(1788년), 선대 번주 이타쿠라 가쓰나가의 맏아들로 태어났다. 분카 12년(1815년)에 아버지가 사망하면서 번주직을 계승했다. 문무 장려를 도모했고, 덴포 4년(1833년)에는 물산회소라 불리는 영내 특산품 전매 기구를 설치했다. 에도에 있던 가로 이케다 신베 등 반가쓰토시파의 공작에 의해, 덴포 5년(1834년)에 은거하게 되었고, 맏아들 가쓰아키가 그 뒤를 이었다. 가쓰토시는 덴포 12년(1841년)에 사망했다.
| 전임 이타쿠라 가쓰나가 | 제9대 후쿠시마번 번주 (이타쿠라 가문) 1815년 ~ 1834년 | 후임 이타쿠라 가쓰아키 |